# Blood On The Rooftops
Blood on the Rooftops (en español, "Sangre en las azoteas") es una canción del grupo de rock progresivo Genesis; la sexta del álbum Wind & Wuthering de 1976. Esta canción, junto con "One For The Vine" son dos de las canciones más destacadas de este octavo álbum del grupo inglés.
Es un tema lento, marcado por la guitarra acústica de Steve Hackett y la delicada voz de Phil Collins. La canción alterna versos y estribillos, pero a diferencia de "Your Own Special Way", refleja la personalidad de Genesis del mismo modo que lo hacían canciones como "Entangled" o "Ripples", ambas de su trabajo anterior "A Trick of the Tail".
La conmovedora melodía era fácil de recordar, sin embargo no parece que la banda haya simplificado nada aquí. El ambiente otoñal de la canción también está en conjunción con la portada del álbum. Lamentablemente todas estas cualidades no ayudaron a que la canción consiguiera un impacto significativo. Nunca fue interpretada en vivo, y no aparece en ningún álbum recopilatorio del grupo, pero Hackett la ha tocado en vivo como solista.
La letra de la canción describe una típica "sesión de televisión" de una familia británica media de los años setenta del siglo XX, en la que la programación televisiva acompaña la rutina diaria como si fuera parte de la familia. Está cargada de referencias a la vida de una familia británica de la época que hacen recordar a la canción "Dancing With The Moonlit Knight":
- The Wednesday Play: Los miércoles por la noche la BBC solía transmitir series. A estas series de larga duración se las llamaba "The Wednesday Play", en castellano la función de los miércoles.
- Wa always watch the Queen on Christmas Day: Ver a la Reina en Navidad es una antigua tradición. La Reina graba un mensaje de Navidad para todos los países del imperio británico que es transmitido a las 3:00 p. m., el día de Navidad. En el mensaje revé el último año, recibe el año nuevo, y expresa sus deseos Navideños.
- You've won the West in time to be our guest/ Name your prize!: La primera parte del primer verso hace referencia a la película "La Conquista del Oeste"  ("How the West was won") de 1962. La segunda parte se refiere a cualquier concurso televisivo de la época.
- The grime on the Tyne is mine all mine all mine: La mugre del Tyne es mía toda mía toda mía se refiere a la contaminación en dicho río, como si fuera el tema de un noticiario (más que de un documental, que no eran frecuentes en las '70). El norte de Inglaterra en general tiene la reputación de ser muy sucio debido a las minas de carbón y a la industria pesada que allí se encuentra. Además es una obvia alusión a la canción "Fog On The Tyne" del grupo británico Lindisfarne, quienes también grababan para la discográfica Charisma. En la canción, la letra incluye la línea "The fog on the Tyne is all mine all mine", en castellano "La niebla del Tyne es mía toda mía toda mía".
- The Streets of San Francisco: "Las calles de San Francisco" es el título de una serie policiaca norteamericana (emitida de 1972 a 1977) de enorme éxito en Europa durante los años '70.
- Errol Flynn: Errol Flynn fue un popularísimo actor norteamericano de películas de acción, muerto en 1959. La referencia es a cualquiera de sus antiguos éxitos (la televisión de los años Setenta estaba hecha en buena medida de reposiciones de películas muy anteriores).
- we'd have a world war: "tendremos una Guerra Mundial" referencia a una reposición de películas americanas de los 40-50 sobre la II Guerra Mundial que formaban buena parte de la programación televisiva.

En la primera parte de la última estrofa, los versos se dividen en dos partes. "So let's skip the news boy (I'll go and make some tea)/ Blood on the rooftops (too much for me) / When old Mother Goose stops, and they're out for twenty three"
- When old Mother Goose stops: "Cuando la vieja mamá Oca se detiene" es una referencia a un personaje de cuentos y rimas infantiles, "mamá oca" o "la vieja mamá oca".
- and they're out for 23: y quieren llegar al 23 una referencia al cricket (siendo 23 un puntaje muy bajo). La referencia continúa en la siguiente línea
- Then the rain at Lords stopped play: Luego la lluvia en Lords interrumpió el partido. El campo de juego de Lords (Lord's Cricket Ground), en Westminster, Londres, es el campo de cricket más importante de Inglaterra.